# Johann Schwarz (Fußballspieler, 1891)
Johann „Hans“ Schwarz (* 1891 in Prag; † 1914 in Russland) war ein österreichischer Fußball-Nationalspieler. Er gilt als einer der ersten Goalgetter der österreichischen Ligameisterschaft, konnte er doch als erster den Titel des „Torschützenkönigs“ sichern. Auch kann er als einer der ersten (verkappten) Profis in Österreich gelten, das den Berufsfußball offiziell erst 1924 einführte.

## Karriere
Der Prager Hans Schwarz begann seine Karriere beim DBC Sturm Prag, ging von dort zum Karlsbader FC und fand schließlich seinen Weg ins Ausland nach Hamburg. Beim Hamburger FC 1888 konnte sich der junge Schwarz gut in den Sturm einfügen und wurde auch zu zwei Repräsentativspielen, jeweils gegen Berlin, herangezogen. Nachdem die Vienna in Wien derweil versuchte, ihr Stürmerproblem zu lösen, ließ sie im Herbst 1910 Hans Schwarz gemeinsam mit Martin Laessig auf der Hohen Warte „auf Engagement gastieren“, wobei Letzterer bald wieder nach Deutschland zurückkehrte.
Bei der Vienna wurde hingegen Hans Schwarz bald zu einer der wichtigsten Stützen; er wird mit den Worten „ein vorzüglicher Spieler, namentlich ein glänzender Schütze“ beschrieben. Insbesondere dank seiner Schnelligkeit und seiner Volley-Tore wurde Hans Schwarz bald bekannt. Seine Schusskraft konnte Hans Schwarz in der ersten Meisterschaftssaison des ÖFV 1911/12 bestens unter Beweis stellen. Mit 22 Treffern war er der beste Schütze in der Liga, obwohl er nur bei einem der kleineren Klubs spielte. Auch international war der Stürmer bald aktiv, nach einer erfolgreichen Generalprobe beim 8:1 zwischen Wien und Berlin am 2. April 1911, gab Hans Schwarz am 7. Mai 1911 sein Länderspieldebüt für Österreich beim 3:1-Sieg über Ungarn; außerdem spielte er auch beim folgenden 2:1-Auswärtssieg gegen Deutschland.
Hatte der Stürmerstar der Vienna sich rasch einen Namen in Wien gemacht, wurde er daraufhin im Sommer 1912 vom Titelkandidaten WAF abgeworben – ein Wechsel, der allerdings bald die Sportgerichte beschäftigten sollte. Die Vienna verweigerte die Freigabe, griff nach längerem Hin und Her zum Mittel der Selbstanzeige und wurde im Frühjahr 1913 zu 200 Kronen Geldstrafe wegen „Züchtung des Berufssportes“ verurteilt, der Spieler mit einer Sperre bis zum Saisonende belegt. So kam es, dass Hans Schwarz eine gesamte Saison lang kein einziges Meisterschaftsspiel bestreiten konnte und erst 1913/14, nunmehr für den WAF, wieder auflaufen durfte.
Hans Schwarz quittierte diese lange Sperre auf seine Weise: Als zweitbester Ligaschütze schoss er den WAF mit 21 Toren zum österreichischen Meister und konnte auch seine Rückkehr in die Nationalmannschaft mit einem Tor gegen Ungarn feiern. Die entscheidende Meisterschaftspartie in der letzten Runde gegen die Vienna gewann der Hütteldorfer Klub dank eines Doppelpacks von Schwarz und seines Sturmpartners Adi Fischera trotz anfänglichen Rückstands mit 4:2. Es war Schwarz’ größter Erfolg; nur wenige Wochen später wurde er als Soldat im Ersten Weltkrieg von einer russischen Kugel getötet.

## Erfolge
- 1 × Österreichischer Meister: 1914
- 1 × Österreichischer Torschützenkönig: 1912
- 3 Spiele und 1 Tor für die österreichische Fußballnationalmannschaft von 1911 bis 1913